# Kathryn Mitchell
Kathryn Mitchell (Hamilton, estado de Victoria; 10 de julio de 1982) es una atleta australiana especializada en lanzamiento de jabalina.

## Carrera
Asistió a la escuela primaria en la ciudad de Casterton (estado de Victoria), antes de ir a la escuela secundaria en Casterton Secondary College y Ballarat High School. Obtuvo una licenciatura en Ciencias Aplicadas al Movimiento Humano, y estudió para la obtención de un título en Medicina Nutricional. Ha trabajado, aparte de su faceta deportiva, como instructora de servicios de fitness y consultor de salud.
Comenzó a competir deportivamente en lanzamiento de jabalina con catorce años, si bien no empezó a hacerlo de manera más metódica hasta los diecisiete años. Se dedicó al deporte después de que su hermana tomara prestada una jabalina de la escuela para practicar con ella en un evento escolar. Mitchell fue entrenada por Lindsay Burgoyne en la escuela secundaria. Al comienzo de la misma, rompió el récord de la escuela por 4 metros. Posteriormente fue entrenada por Eric Hollingsworth de 2003 a 2009, pasando después a ser entrenada por Uwe Hohn desde 2010. Entrenaba en el Parque Olímpico de Melbourne, y llegó a obtener una beca por el Victorian Institute of Sport. Es miembro del Eureka Athletics Club.
En 2003 participó en su primer torneo internacional, en la Universiada celebrada en la ciudad surcoreana de Daegu, donde quedó duodécima clasificada con un lanzamiento de 52,05 metros. En 2006, Mitchell representó a Australia en los Juegos de la Mancomunidad de 2006, donde llegó a la final en jabalina, terminando sexta en la general. En 2010, estableció un récord estatal victoriano en el lanzamiento de jabalina. En los Juegos de la Mancomunidad de 2010, terminó en quinto lugar. Antes de competir en la India, donde se celebraban, pasó cuatro semanas entrenando en Alemania. Terminó segunda en el Campeonato Nacional de 2011 en Melbourne.
En enero de 2012, compitió en un encuentro interclubes de atletismo del estado de Victoria, donde hizo un lanzamiento de 62,51 metros. Si bien esta distancia la habría calificado para los Juegos Olímpicos de Londres, la naturaleza del encuentro impidió que contara. Terminó segunda en los Campeonatos Nacionales de 2012 en Melbourne con un lanzamiento de 59,23 metros, por debajo de la distancia de clasificación olímpica A de 61 metros. Terminó tercera en el Ostrava Golden Spike de 2012 en la cita de República Checa. En el evento, mejoró su marca personal, con un lanzamiento de 64,34 metros. En abril, terminó segunda en la Reunión de Clase Mundial de St. Wendel de 2012 en Alemania. Finalmente, pudo ser seleccionada para el equipo olímpico y partió a Londres 2012 representando a su país dentro de la disciplina atlética, llegando a clasificarse para la final de lanzamiento de jabalina femenina, donde quedaría como la novena mejor de la edición. Repetiría representación olímpica cuatro años más tarde, en Río 2016, donde mejoraría su anterior participación, quedando sexta en la final, tras un lanzamiento de 64,36 m.
La participación de Mitchell en las citas mundiales de Pekín 2015 y Londres 2017 no fueron favorecedores para su marca, al quedar fuera de ambas finales, con resultados muy bajos en la fase clasificatoria, con un decimoséptimo (61,04 m.) y un vigésimo quinto (57,42 m.) puesto, respectivamente. Mejor visión dejó en las citas deportivas de la Commonwealth en los años 2014 y 2018. En la cita de 2014 (Edimburgo) llegó a quedar cuarta, con un lanzamiento de 62,59 m., 36 centímetros menos que el de su compatriota Kelsey-Lee Barber, que se alzó con el bronce. Su mejor récord lo dejó plasmado en la cita de Gold Coast (Australia), donde no sólo se hizo con el oro, también batió su récord personal y estableció uno nuevo para los Juegos de la Mancomunidad tras lanzar 68.92 metros.

## Resultados por competición

### Por temporada
| Representando a Australia | Representando a Australia       | Representando a Australia | Representando a Australia | Representando a Australia |
| ------------------------- | ------------------------------- | ------------------------- | ------------------------- | ------------------------- |
| Año                       | Competición                     | Lugar                     | Puesto                    | Marca                     |
| 2003                      | Universiada                     | Daegu                     | 12.ª                      | 52,05 m.                  |
| 2006                      | Juegos de la Mancomunidad       | Melbourne                 | 6.ª                       | 55,22 m.                  |
| 2010                      | Juegos de la Mancomunidad       | Delhi                     | 5.ª                       | 54,25 m.                  |
| 2012                      | Juegos Olímpicos                | Londres                   | 9.ª                       | 59,46 m.                  |
| 2013                      | Campeonato Mundial de Atletismo | Moscú                     | 5.ª                       | 63,77 m. (PS)             |
| 2014                      | Juegos de la Mancomunidad       | Glasgow                   | 4.ª                       | 62,59 m.                  |
| 2015                      | Campeonato Mundial de Atletismo | Pekín                     | 17.ª (q)                  | 61,04 m.                  |
| 2016                      | Juegos Olímpicos                | Río de Janeiro            | 6.ª                       | 64,36 m.                  |
| 2017                      | Campeonato Mundial de Atletismo | Londres                   | 25ª (q)                   | 57,42 m.                  |
| 2018                      | Juegos de la Mancomunidad       | Gold Coast                | 1.ª                       | 68,92 m. (GR)             |
| 2022                      | Campeonato Mundial de Atletismo | Eugene                    | 14.ª (Q2)                 | 53,09 m.                  |

### Mejores marcas
| Disciplina              | Marca (m.) | Lugar      | Fecha                 |
| ----------------------- | ---------- | ---------- | --------------------- |
| Lanzamiento de jabalina | 66,12      | Lausana    | 6 de julio de 2017    |
| Lanzamiento de jabalina | 66,73      | Melbourne  | 21 de enero de 2018   |
| Lanzamiento de jabalina | 67,58      | Melbourne  | 11 de febrero de 2018 |
| Lanzamiento de jabalina | 68,57      | Melbourne  | 3 de marzo de 2018    |
| Lanzamiento de jabalina | 68,92      | Gold Coast | 11 de abril de 2018   |